# CCL21
Chemokinový (C-C motiv) ligand 21 (CCL21) je malý cytokin patřící do skupiny CC chemokinů. Dalšími názvy pro CLL21 jsou 6Ckine (obsahuje 6 konzervovaných cysteinových zbytků místo 4 cysteinových zbytků typických pro chemokiny), exodus-2 a chemokin sekundární lymfoidní tkáně (SLC). Tento chemokin se váže na receptor CCR7.
Hlavní funkcí CCL21 je chemotaxe leukocytů exprimujících CCR7 do sekundárních lymfatických orgánů, mezi které patří například lymfatické uzliny a Peyerovy plaky.

## Gen
Gen pro CCL21 se nachází u člověka na chromozomu 9. CCL21 se řadí mezi homeostatické chemokiny, je produkován konstitutivně, avšak během zánětu se jeho exprese zvyšuje.

## Struktura proteinu
Chemokin CCL21 obsahuje rozšířený C-terminus, který se nenachází u chemokinu CCL19, což je další ligand receptoru CCR7. C-terminální část je tvořena 37 aminokyselinami s převažujícím kladným nábojem, a proto má vysokou afinitu k záporně nabitým molekulám extracelulární matrix. Odštěpením této části proteinu prostřednictvím peptidáz dochází ke vzniku rozpustné formy CCL21. Rozpustný CCL21 se vyskytuje za fyziologických podmínek. Není schopen vázat se na extracelulární matrix, jeho funkce proto není stejná jako funkce chemokinu v plné délce.

## Funkce

### Migrace do sekundárních lymfatických orgánů
Naivní T-lymfocyty cirkulují sekundárními lymfatickými orgány, dokud se nesetkají s antigenem. CCL21 je chemokin podílející se na náboru T-lymfocytů do sekundárních lymfatických orgánů. Je produkován lymfatickými endoteliálními buňkami a stromálními buňkami lymfatických uzlin. CCL21 v plné délce se váže na glykosaminoglykany a endoteliální buňky a indukuje chemotaktickou migraci T-lymfocytů a jejich adhezi způsobenou aktivací integrinů. Rozpustný CCL21 se nepodílí na indukci buněčné adheze. Poté, co T-lymfocyty vstoupí do lymfatické uzliny v oblasti venul s vysokým endotelem, jsou přitahovány do T-buněčné zóny, kde je CCL21 hojně produkován fibroblastickými retikulárními buňkami.
Interakce CCL21/CCR7 hraje také roli při migraci dendritických buněk do sekundárních lymfatických orgánů. Dendritické buňky zvyšují expresi CCR7 v průběhu maturace. CCL21 je vázán na lymfatické cévy a přitahuje z periferních tkání dendritické buňky exprimující CCR7. Lymfatickými cévami buňky migrují po chemokinovém gradientu do lymfatické uzliny, kde prezentují antigen T-lymfocytům. Interakce mezi dendritickými buňkami a T-lymfocyty je nezbytná pro zahájení adaptivní imunitní odpovědi. Pokud buňky nejsou schopné rozpoznat CCL21 (například u myši s deficitem CCR7), dochází ke zpožděné a snížené adaptivní imunitní odpovědi v důsledku snížených interakcí mezi dendritickými buňkami a T-lymfocyty v lymfatických uzlinách. Semi-maturované dendritické buňky exprimují CCR7 i bez přítomnosti signálu nebezpečí. Tyto buňky využívají gradient CCL21 pro migraci do lymfatických uzlin, i když se v těle nevyskytuje zánět, a přispívají k periferní toleranci.
Další buňky využívající chemokin CCL21 pro migraci do lymfatických uzlin jsou B-lymfocyty, nejsou na něm ale tak závislé jako T-lymfocyty.

### Vývoj T-lymfocytů v brzlíku
Interakce CCL21/CCR7 hraje roli ve vývoji T-lymfocytů v brzlíku. CCL21 je produkován ve dřeni brzlíku medulárními thymovými epiteliálními buňkami a přitahuje single-pozitivní thymocyty z kůry brzlíku do dřeně, kde podstupují negativní selekci k odstranění autoreaktivních thymocytů.